# Black Korea
Black Korea è un brano musicale del rapper statunitense Ice Cube, facente parte del suo album in studio Death Certificate, pubblicato nel 1991.

## Descrizione

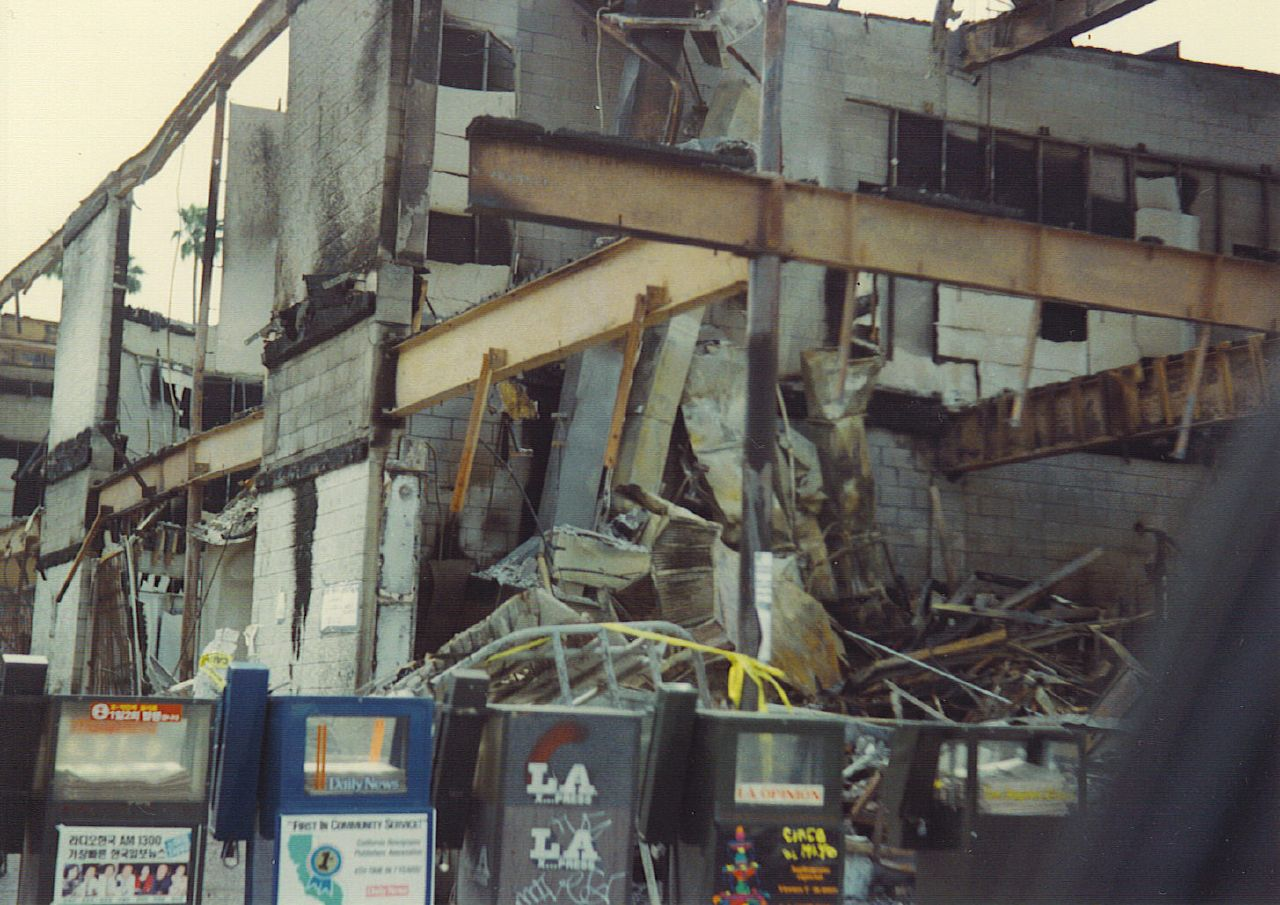
Edifici bruciati in seguito agli incendi dolosi avvenuti nel corso della rivolta di Los Angeles a Koreatown nel 1992

La traccia include campionamenti tratti da Also Sprach Zarathustra dei The Cecil Holmes Soulful Sounds e estratti dal film Fa' la cosa giusta di Spike Lee.
Il brano generò forti polemiche e accuse di incitamento alla violenza razziale. Nella canzone Ice Cube denuncia l'apparente atteggiamento sospettoso degli asiatici nei confronti degli afroamericani e auspica disordini e incendi dolosi come risposta alla preponderanza dei negozi di alimentari di proprietà di coreani nei ghetti neri degli Stati Uniti:
I ain't tryin' to steal none of yo' shit, leave me alone!»
(Black Korea, Ice Cube)
Or we'll burn your store right down to a crisp»
(Black Korea, Ice Cube)
Il brano venne recepito come una risposta all'omicidio di Latasha Harlins, una quindicenne afroamericana uccisa a colpi di arma da fuoco da un negoziante coreano, il 16 marzo 1991, in un alterco per una bottiglia di succo d'arancia. Poiché la pubblicazione della traccia precedette i disordini di Los Angeles del 1992, durante i quali molti dei negozi presi di mira, saccheggiati e incendiati, erano proprietà di cittadini americani di etnia coreana, Ice Cube fu accusato di avere contribuito all'incitamento dell'odio razziale degli afroamericani nei confronti degli asiatici.

## Controversie
A causa della canzone, alcune associazioni, come la Southern Christian Leadership Conference e la National Korean American Grocers Association, accusarono Ice Cube di razzismo e proposero il boicottaggio del brano. La casa discografica di Ice Cube per il mercato britannico, la Island Records, tolse Black Korea e un'altra canzone controversa, No Vaseline, dall'album Death Certificate. In risposta alle polemiche, Ice Cube dichiarò: «Black Korea è la mia osservazione sulla situazione di come alcune aziende coreane trattano i clienti neri [...] Posso capire che alcune persone ascoltino i miei dischi al livello sbagliato. Voglio dire, il rap è più una cosa sul vantarsi della violenza. Non fai dischi rap che dicono, 'Yo, sono pazzo, quindi ti metterò addosso pressione finanziaria». Egli concluse specificando che la sua intenzione era stata quella di suscitare una risposta dalla comunità nera, non di terrorizzare tutti i negozianti coreani. Tuttavia, i detrattori sottolinearono quanto invece una canzone come Black Korea provocasse un effetto contrario, creando un'atmosfera di terrore e sfiducia reciproci tra comunità afroamericana e asiatica. Un recensore del The Village Voice definì Ice Cube "uno stronzo razzista, puro e semplice" (citando Fight the Power dei Public Enemy dove l'insulto era rivolto a Elvis Presley), e "sicuramente anche un bigotto", mentre sulla rivista Billboard apparve un editoriale che condannava il rapper per il suo diffondere il "peggior tipo di razzismo e incitamento all'odio".